# Melanagromyza ustulata
Melanagromyza ustulata är en tvåvingeart som beskrevs av Mitsuhiro Sasakawa 1994. Melanagromyza ustulata ingår i släktet Melanagromyza och familjen minerarflugor. Inga underarter finns listade i Catalogue of Life.